# BRM P201

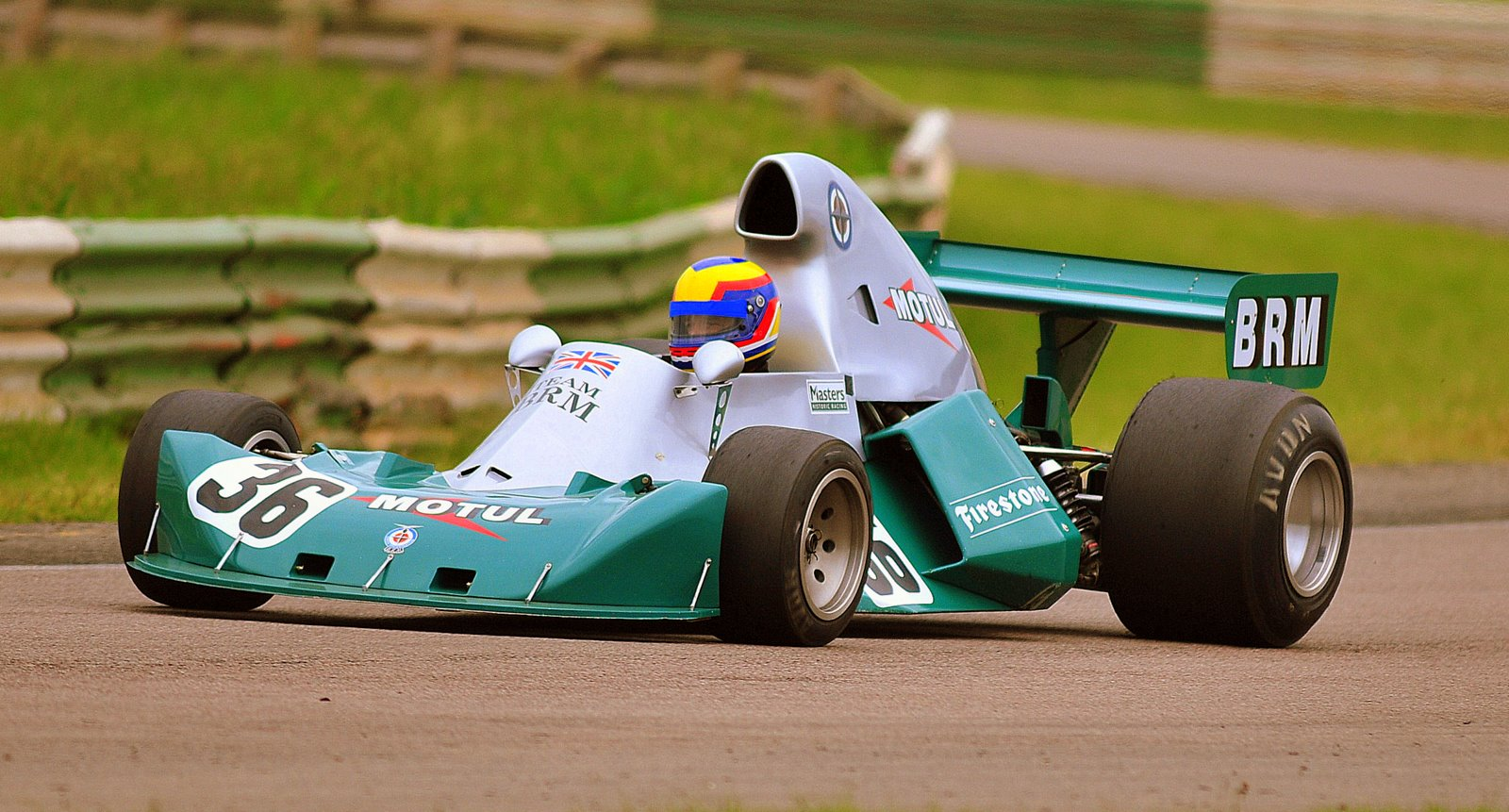
BRM P201

Der BRM P201, auch als B.R.M P201 bezeichnet, war ein Formel-1-Rennwagen, gebaut und eingesetzt 1974 und 1975 vom britischen Formel-1-Team British Racing Motors.

## Entwicklungsgeschichte
Der P201 wurde von Mike Pilbeam entwickelt und hatte sehr eckige Flanken, die durch hervorstehende Kühler entstanden. Der Fahrer saß sehr tief im Cockpit. Schwachpunkt des Rennwagens war der völlig veraltete B.R.M.-12-Zylinder-Motor, der zu wenig Leistung hatte, aber viel Treibstoff verbrauchte.

## Renngeschichte
Der P201 hatte seinen ersten Renneinsatz mit dem Franzosen Jean-Pierre Beltoise beim Großen Preis von Südafrika 1974 in Kyalami. Im Training war Beltoise schon guter Elfter geworden und im Rennen überraschte er die Konkurrenz mit dem zweiten Rang hinter Carlos Reutemann im Brabham BT44. Was für die Fachwelt wie die Rückkehr zum Erfolg aussah, war der letzte Podiumsplatz für einen B.R.M.-Formel-1-Rennwagen. Beim Großen Preis von Belgien in Nivelles-Baulers erreichte Beltoise den fünften Rang, die letzten Punkte für B.R.M. in der Formel 1.
B.R.M. setzte 1974 vier Werksfahrer ein, aber nur zwei P201 waren voll einsatzfähig. Henri Pescarolo und François Migault mussten daher abwechselnd auf den P160 zurückgreifen.
1975 versuchte B.R.M. mit dem Briten Mike Wilds noch einmal einen Neustart. Die meisten Mitarbeiter hatten B.R.M. verlassen und Louis Stanley setzte den P201 als Stanley-BRM P201 ein. Ab dem Großen Preis von Südafrika wurde Wilds durch Bob Evans ersetzt, der aber wie sein Vorgänger keine Chance hatte, mit diesem Fahrzeug Erfolge zu erzielen.